# Waghinak Matewosjan
Waghinak Matewosjan (orm. Վաղինակ Մաթևոսյան; ur. 17 lutego 1997) – ormiański zapaśnik walczący w stylu wolnym. Zajął szesnaste miejsce na mistrzostwach Europy w 2019. Brązowy medalista igrzysk frankofońskich w 2017, a także igrzysk młodzieży w 2014. Wicemistrz Europy kadetów w 2014 roku.